# Leonel González
Leonel Hernán González (Concordia, Argentina; 15 de marzo de 1994) es un futbolista argentino. Juega como lateral izquierdo y su equipo actual es el Foot Ball Club Melgar de la Liga 1 del Perú.

## Trayectoria
Formado en las inferiores del Newell's Old Boys, González fue promovido al primer equipo en la temporada 2013-14, sin embargo no llegó a debutar en el club.
En enero de 2016 se unió al Estudiantes de la Primera B Metropolitana. Debutó en su nuevo club el 10 de abril en la derrota por 3-0 ante Deportivo Español. Formó parte del plantel de Estudiantes que logró el ascenso a la B Nacional en la temporada 2018-19.
En agosto de 2020, González fue cedido con opción de compra al Godoy Cruz de la Primera División. Fue adquirido por el club en noviembre de 2021.
El 11 de julio de 2022, González fue cedido esta vez al Argentinos Juniors hasta el término del 2023.

## Estadísticas
Actualizado al último partido disputado el 14 de junio de 2025.
| Estudiantes (BA) Argentina | 3.ª           | 2016          | 6   | 0 | 0 | 0  | 0 | 0 | —  | — | — | 6   | 0 | 0 |
| Estudiantes (BA) Argentina | 3.ª           | 2016-17       | 23  | 0 | 0 | 1  | 0 | 0 | —  | — | — | 24  | 0 | 0 |
| Estudiantes (BA) Argentina | 3.ª           | 2017-18       | 13  | 0 | 0 | 0  | 0 | 0 | —  | — | — | 13  | 0 | 0 |
| Estudiantes (BA) Argentina | 3.ª           | 2018-19       | 31  | 1 | 0 | 4  | 0 | 1 | —  | — | — | 35  | 1 | 1 |
| Estudiantes (BA) Argentina | 2.ª           | 2019-20       | 16  | 1 | 1 | —  | — | — | —  | — | — | 16  | 1 | 1 |
| Estudiantes (BA) Argentina | Total club    | Total club    | 89  | 2 | 1 | 5  | 0 | 1 | 0  | 0 | 0 | 94  | 2 | 2 |
| Godoy Cruz Argentina | 1.ª           | 2020          | —   | — | — | 15 | 1 | 1 | —  | — | — | 15  | 1 | 1 |
| Godoy Cruz Argentina | 1.ª           | 2021          | 18  | 0 | 0 | 9  | 0 | 1 | —  | — | — | 27  | 0 | 1 |
| Godoy Cruz Argentina | 1.ª           | 2022          | —   | — | — | 11 | 0 | 0 | —  | — | — | 11  | 0 | 0 |
| Godoy Cruz Argentina | Total club    | Total club    | 18  | 0 | 0 | 35 | 1 | 2 | 0  | 0 | 0 | 53  | 1 | 2 |
| Argentinos Juniors Argentina | 1.ª           | 2022          | 11  | 0 | 1 | —  | — | — | —  | — | — | 11  | 0 | 1 |
| Argentinos Juniors Argentina | 1.ª           | 2023          | 7   | 0 | 0 | 1  | 0 | 0 | 3  | 0 | 0 | 11  | 0 | 0 |
| Argentinos Juniors Argentina | Total club    | Total club    | 18  | 0 | 1 | 1  | 0 | 0 | 3  | 0 | 0 | 22  | 0 | 1 |
| FBC Melgar · Perú | 1.ª           | 2024          | 30  | 0 | 0 | —  | — | — | 2  | 0 | 0 | 32  | 0 | 0 |
| FBC Melgar · Perú | 1.ª           | 2025          | 13  | 2 | 1 | —  | — | — | 10 | 0 | 1 | 23  | 2 | 2 |
| FBC Melgar · Perú | Total club    | Total club    | 43  | 2 | 1 | 0  | 0 | 0 | 12 | 0 | 1 | 55  | 2 | 2 |
| Total carrera | Total carrera | Total carrera | 168 | 4 | 3 | 41 | 1 | 3 | 15 | 0 | 1 | 224 | 5 | 7 |
| (1) Las copas nacionales refiere a la Copa Argentina y a la Copa de la Liga Profesional. (2) Las copas internacionales refiere a la Copa Libertadores y Copa Sudamericana. |               |               |     |   |   |    |   |   |    |   |   |     |   |   |